# 彼得·贝勒
彼得·贝勒（英語：Peter Bellew），是一名擁有超過30年經驗的爱尔兰籍航空业老手，前任马来西亚航空首席执行长兼董事总经理。
2016年7月1日，他从原任马来西亚航空首席运营长（COO）调职成为首席执行长（CEO）以及董事总经理（MD）以顶替克里斯托·穆勒（Christoph R. Mueller）辞职后的空缺。

## 其他链接
- 英文版维基百科彼得·贝勒页面 （页面存档备份，存于）